# Písek u Chlumce nad Cidlinou
Písek (deutsch Pisek) ist eine Gemeinde in Tschechien. Sie liegt drei Kilometer östlich von Chlumec nad Cidlinou und gehört zum Okres Hradec Králové.

## Geographie

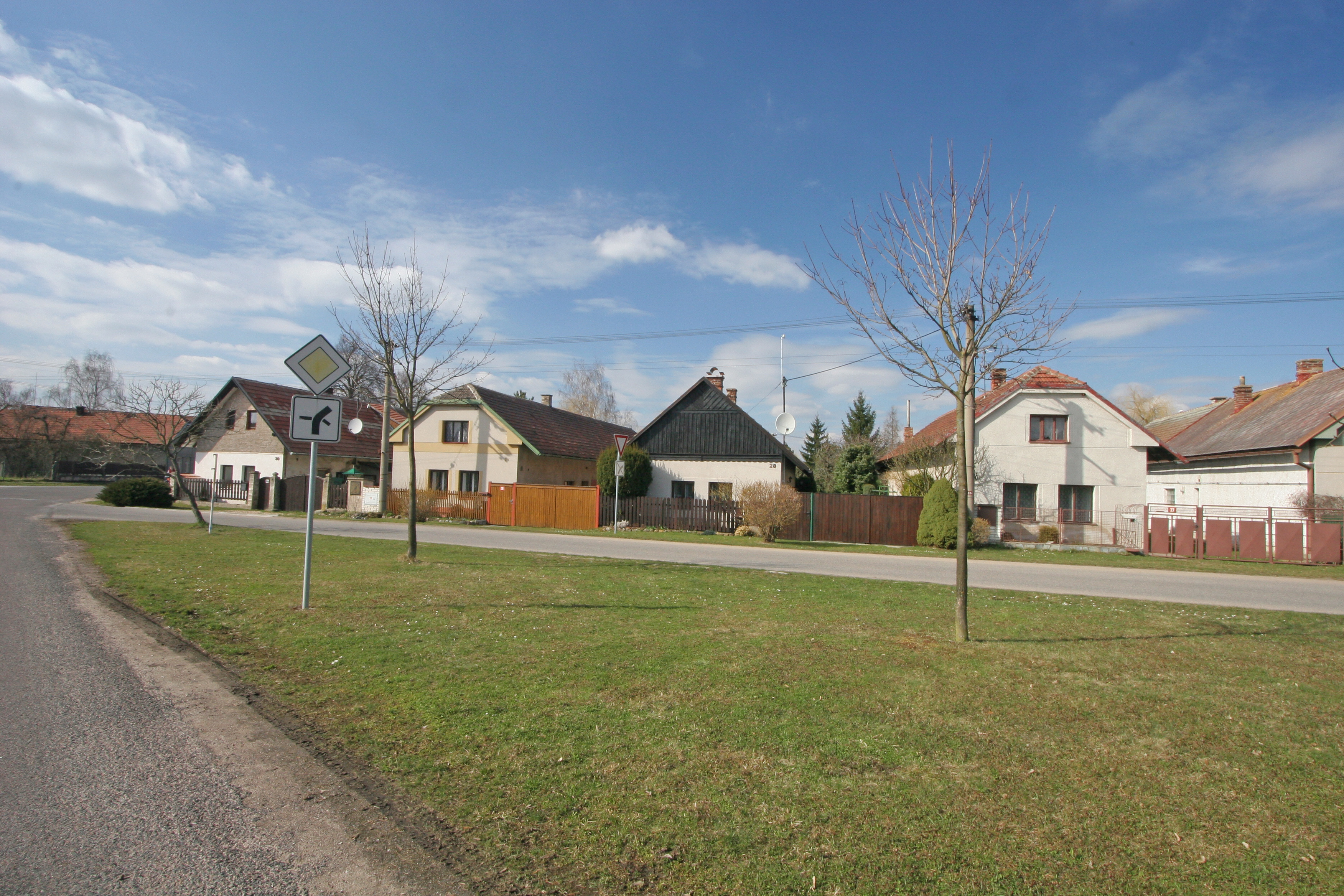
Písek, Dorfplatz

Písek befindet sich linksseitig der Bystřice am Bach Starovodský potok auf der Ostböhmischen Tafel. Östlich des Dorfes liegen zwei große Baggerseen. Im Süden verläuft die Bahnstrecke Hradec Králové–Chlumec nad Cidlinou; die dortige Bahnstation trägt die Bezeichnung „Nové Město nad Cidlinou“.
Nachbarorte sind Mlékosrby, Luhy, Oktaviánov und Kosice im Norden, Kosičky und Třesice im Nordosten, Obědovice und Káranice im Osten, Stará Voda im Südosten, Nové Město im Süden, Skalka und Kladruby im Südwesten sowie Chlumec nad Cidlinou und Ostrov im Westen.

## Geschichte
Die erste schriftliche Erwähnung einer Feste erfolgte im Jahre 1386. Bis zum 16. Jahrhundert war Písek verschiedenen Herrschaften angeschlossen.
Wilhelm II. von Pernstein ließ um Písek drei große, mit Wasser aus der Bystřice gespeiste Fischteiche anlegen. Nördlich entstanden der Piseker Teich und der Groß Kositzer Teich, im Westen lag der Chlumetzer Teich.
Der Vorwerkshof Horka wurde seit dem 19. Jahrhundert nach seinem Besitzer Octavian Joseph Graf Kinsky auch als Oktaviánov bezeichnet.
In dem westlich von Písek befindlichen Hof Wostrow begann Oktavian Graf Kinsky in der 1. Hälfte des 19. Jahrhunderts mit der Pferdezucht. 1838 nahm im Gestüt Wostrow die Zucht der Kinsky-Pferde ihren Ursprung.
Nach der Aufhebung der Patrimonialherrschaften entstand 1850 die politische Gemeinde Písek mit dem Ortsteil Horka im Bezirk Nový Bydžov. Zwischen dem 19. und 20. Jahrhundert erfolgten die Trockenlegung der Teiche und später die Begradigung und Verlegung der Bystřice.
Zum 1. Januar 1961 kam Písek zum Okres Hradec Králové. Östlich des Dorfes erfolgt der Abbau einer Kieslagerstätte; es werden dort vier Kiesgruben betrieben. Das wieder im Besitz der Familie Kinský befindliche Gestüt Ostrov ist der einzige Zuchtort der Kinsky-Pferde.

## Gemeindegliederung
Für die Gemeinde Písek sind keine Ortsteile ausgewiesen. Zu Písek gehören die Einschichten Oktaviánov (Horka) und Nová Hospoda (Neu Wirtshaus).

## Sehenswürdigkeiten
- Sumpfgebiet "Chlumecká bažantnice-Luhy" an der Einleitung der Mlýnská Bystřice in die Cidlina
- Gestüt Ostrov